# Veronica Raimo
Veronica Raimo (Roma, 1º giugno 1978) è una scrittrice e traduttrice italiana.

## Biografia
Si è laureata in Lettere con una tesi sul cinema della Germania divisa. Ha vissuto a Berlino lavorando come ricercatrice presso l'Università Humboldt.
Traduttrice dall'inglese per diverse case editrici, ha esordito nella narrativa nel 2007 con il romanzo Il dolore secondo Matteo al quale hanno fatto seguito altri romanzi, oltre a racconti pubblicati in riviste e antologie. Insieme a Marco Bellocchio e a Stefano Rulli, ha scritto la sceneggiatura di Bella addormentata (2012, regia dello stesso Bellocchio) candidata ai Nastri d'argento 2013. Ha scritto per vari periodici e quotidiani come Rolling Stone, la Repubblica XL, il manifesto, Il Corriere della Sera e Amica.
Con Niente di vero (Einaudi 2022) è arrivata finalista al Premio Strega 2022, aggiudicandosi il Premio Strega Giovani e il Premio Viareggio nella sezione Narrativa. Lost on Me (Niente di vero), è stato candidato all'International Booker Prize 2024. Ha vinto l'edizione 2024 del Premio Chiara con la raccolta di racconti brevi La vita è breve, eccetera.
È sorella dello scrittore Christian Raimo.

## Opere

### Narrativa
- Veronica Raimo, Il dolore secondo Matteo, collana Nichel 31, Roma, Minimum fax, 2007, ISBN 978-88-7521-138-7.
  -  Veronica Raimo, Il dolore secondo Matteo, collana Nichel 31, Roma, Minimum fax, 2022, ISBN 978-88-338-9391-4.
- Marco Bellocchio, Veronica Raimo e Stefano Rulli, Bella addormentata, a cura di Alberto Cattini, collana Cinema 87, Mantova, Circolo del cinema, 2013, ISBN 978-88-95490-58-8.
- Veronica Raimo, Tutte le feste di domani, collana Rizzoli la scala, Milano, Rizzoli, 2013, ISBN 978-88-17-06432-3.
- Veronica Raimo, Miden, collana Scrittori italiani e stranieri, Milano, Mondadori, 2018, ISBN 978-88-04-68758-0.
  -  Veronica Raimo, Miden, collana Oscar bestsellers, Milano, Mondadori Libri, 2022, ISBN 978-88-04-76621-6.
- Veronica Raimo e Marco Rossari, Le bambinacce, collana Narratori, illustrazioni di Mariachiara Di Giorgio, Milano, Feltrinelli, 2019, ISBN 978-88-07-03359-9.
- Veronica Raimo, Niente di vero, Torino, Einaudi, 2022, ISBN 978-88-06-25189-5.
- Veronica Raimo, La vita è breve, eccetera, Torino, Einaudi, 2023, ISBN 978-88-06-25967-9.

### Racconti in antologie
- Giuseppe Genna (a cura di), Tu sei lei. Otto scrittrici italiane, Roma, Minimum fax, 2008, ISBN 978-88-7521-159-2.
- Francesca Cristoffanini et al. (a cura di), Sesso, collana Granta 2, Roma, Rizzoli, 2011, ISBN 978-88-17-05329-7.

## Filmografia
- Bella addormentata (2012) regia di Marco Bellocchio (co-sceneggiatrice)